# 木西合乡
木西合乡，是中华人民共和国甘肃省甘南藏族自治州玛曲县下辖的一个乡镇级行政单位。

## 行政区划
木西合乡下辖以下地区：
西合强村和木惹村。